# Lijst van medewerkers van de Technische Universiteit Delft
Deze lijst van medewerkers van de Technische Universiteit geeft een overzicht van (voormalig) medewerkers aan de Technische Universiteit Delft over wie vanwege hun werkzaamheden of prestaties een eigen artikel op Wikipedia bestaat:

## A
- Karen Aardal
- Willem Hendrik Arisz
- Jens Arnbak

## B
- Petra Badke-Schaub
- Jaap Bakema
- Jurjen Battjes
- Geert Bekaert
- Herman van Bekkum
- Berend Willem Berenschot
- Kees Bertels
- Maria Elisabeth Bes
- Arie van den Beukel
- Eco Bijker
- Frank E. Blokland
- Niek de Boer
- Frits Bolkestein
- Johannes Bosscha jr.
- Ted Braakman
- Hendrik Albertus Brouwer
- Hans de Bruijn
- Nicolaas Govert de Bruijn
- Ton Bruynèl
- Jan Burgers
- Willie Burgers
- Joan Busquets
- Jan Bijhouwer

## C
- Jacob Cardinaal
- Henri Christiaans
- Jacob Clay
- Hugo Brandt Corstius
- Wim Crouwel (ontwerper)

## D
- Gunnar Daan
- Cees Dam
- Cor Dam
- David van Dantzig
- Jan Davidse
- Cees Dekker
- Frans Dieleman
- Jan Dietz
- Joop Doorman
- Wim van Dooren (filosoof)
- Henk Dorgelo
- Wim Dik
- Hendrik Coenraad Dresselhuijs
- Kees Duijvestein

## E
- Jan Edelman Bos
- Johannes Eekels
- Cornelis van Eesteren
- K.N. Elno
- Aldo van Eyck
- Pieter Eykhoff
- Frits Eschauzier
- Berend George Escher
- Henri Evers

## F
- Clarence Feldmann

## H
- Wander de Haas
- Tim van der Hagen
- Jan van Halderen
- Willem Tiberius Hattinga
- Bram van Heel
- Pieter Heertjes
- Paul Hekkert
- Hubert-Jan Henket
- Ben Herbergs
- Israel Samuel Herschberg
- Herman Hertzberger
- Gerard Holt
- Pieter van der Hoeven
- Francine Houben

## I
- Gerrit van Iterson

## J
- Francisco van Jole
- Taeke M. de Jong

## K
- Albert Sybrandus Keverling Buisman
- Abdul Qadir Khan
- Alfred Kleinknecht
- J.A. van der Kloes
- Antonia Elisabeth Korvezee
- Leo Kouwenhoven
- Jón Kristinsson
- Gerrit Krol (schrijver)
- Ralph Kronig
- Salomon Kroonenberg
- Hans Kruit
- Gerard Krul

## L
- Peter Landberg
- Lambertus Hendrik de Langen
- Cees van der Leeuw
- Titia van Leeuwen
- Gerrit Jan Legebeke
- Harry Lintsen
- Antoine Lipkens
- Rehuel Lobatto
- Henk Lombaers
- Mark van Loosdrecht
- Karel Luyben

## M
- Pierre Malotaux
- Jan Mekel
- Jacob Louis Mey
- Simon Middelhoek
- Paul Mijksenaar
- Gustaaf Molengraaff
- Hubertus van Mook
- Gerrit Hendrik van Mourik Broekman

## N
- Bruno Ninaber van Eyben

## O
- Wubbo Ockels
- Arend Odé
- Sugrim Oemrawsingh
- Ralph Otten
- Ootje Oxenaar

## P
- Wytze Patijn
- Baltus Hendrik Pekelharing
- Willem van der Poel
- Balthasar van der Pol

## R
- Kees Rijnboutt
- Alexander Rinnooy Kan
- Norbert Roozenburg
- Louis Anne van Royen
- Pam Rueter

## S
- Errol Sawyer
- Richard Schoemaker
- Frederik Schuh
- Egbert Schuurman
- Mart van Schijndel
- Cornelis Wegener Sleeswijk
- Izak Willem van Spiegel
- Johan Stekelenburg
- Marcel Stive
- Ernst Sudhölter

## T
- Bernard Tellegen
- Jo Thijsse
- Jimmy Tigges
- Emile Truijen

## U
- Jan Umbgrove
- Rudy Uytenhaak

## V
- Jan in 't Veld
- Koos Verhoeff
- Jacq Vogelaar
- H.K. Volbeda
- J.G.Ch. Volmer
- Marc de Vries
- Kees Vuik

## W
- Aaldert Wapstra
- Hein Israël Waterman
- Oswald Wenckebach
- Frans Welschen

## Z
- Friso de Zeeuw
- Henk Zeevalking